# サガルマタ県
サガルマタ県（サガルマタけん、ネパール語: सगरमाथा अञ्चल Listen）とは、ネパール東部開発区域に属する県である。県都、最大都市はラージビラジで、6郡からなる。県名の由来は、同県に所在する世界最高峰のサガルマタ（エベレスト）から取られている。また、山周辺はサガルマータ国立公園に指定されている。

## 行政区分

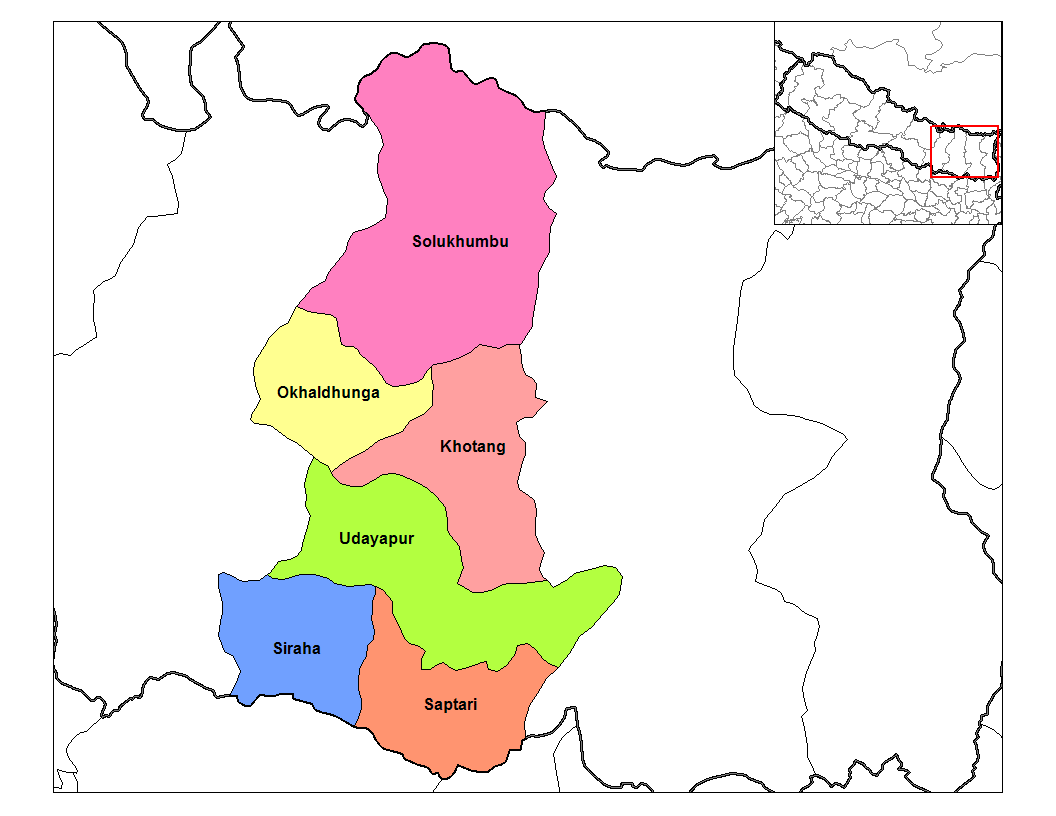
県内の6郡
■ソルクンブ郡、■オカルドゥンガ郡、■コータン郡、■ウダイプル郡、■シラハ郡、■サプタリ郡

| 郡               | 郡庁所在地     |
| ---------------- | -------------- |
| コータン郡       | ディクテル     |
| オカルドゥンガ郡 | オカルドゥンガ |
| サプタリ郡       | ラージビラジ   |
| シラハ郡         | シラハ         |
| ソルクンブ郡     | サッレリ       |
| ウダイプル郡     | ガイガート     |